# Ceaux-en-Loudun

Ceaux-en-Loudun este o comună în departamentul Vienne, Franța. În 2009 avea o populație de 599 de locuitori.